# Megalodacne
Megalodacne é um género de coleópteros da família Erotylidae.